# Saur 1
Der Saur 1 ist ein 8×8-Schützenpanzerwagen (andere Bezeichnung Zimbru 2006) aus rumänischer Produktion, der vom Fahrzeughersteller Automecanica Moreni produziert wurde. Entwickelt wurde das Fahrzeug Anfang der 2000er-Jahre von ROMARM, das kurze Zeit später vorgestellte Nachfolgemodell trägt die Bezeichnung Saur 2.

## Entstehungsgeschichte
Zu Beginn der 2000er-Jahre erfolgte die Aufnahme von Entwicklungsarbeiten durch ROMARM für einen mehrachsigen Radpanzer, der für die Bedürfnisse der rumänischen Streitkräfte zugeschnitten war. Durch den NATO-Beitritt Rumäniens im Jahr 2004 stand eine umfangreiche Modernisierung der Armee an. Ende 2006 stellte ROMARM den ersten Prototyp des Saur 1 fertig, bereits 2007 erfolgte die Vorstellung des Modells auf der Rüstungsmesse Expomil 2007. Weder der Saur 1, noch die verbesserte Version Saur 2 wurde in die rumänischen Streitkräften eingeführt. Durch Beteiligung Rumäniens bei der Besetzung des Irak 2003–2011 resultierte ein dringender Bedarf an modernen gepanzerten Radfahrzeugen. Technologisch ausgereifte Fahrzeuge von Mowag der Piranha-Familie wurden stattdessen eingeführt.

## Technik

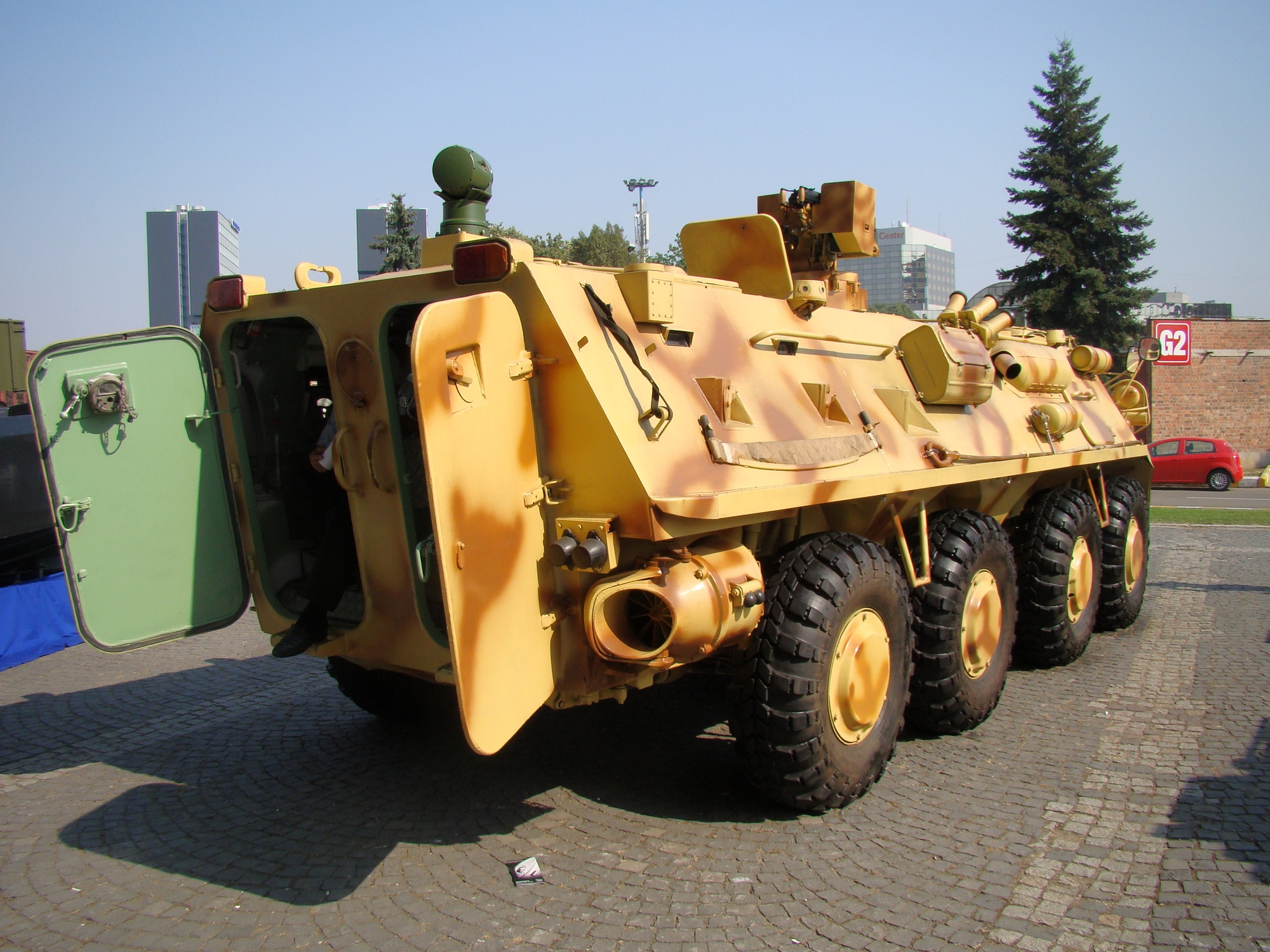
Die beiden Hecktüren des Saur 1

Die Hülle des Saur 1 besteht vollständig aus geschweißtem Stahl, der die Insassen gegen Geschosse bis zu Kaliber 7,62 mm und Granatsplitter schützt. Laut ROMARM verfügt das Fahrzeug über einen Minenschutz der STANAG 4569 level 1 genügt. Der SAUR 1 kann mit einem zusätzlichen Rüstungssatz ausgestattet werden, der die STANAG-4569-Schutzstufe auf Stufe 2 erhöht.
Die Konzeption des Saur 1 steht im Einklang mit den jüngsten 8×8-Radpanzerentwicklungen anderer Länder, bei denen der Fahrer vorne links und das Antriebsaggregat vorne rechts positioniert ist. Das Innenraum erstreckt sich bis zur Rückseite der Hülle; der Ausstieg erfolgt durch zwei Hecktüren.
Der Fahrer und der Kommandant verfügen über insgesamt drei Periskope zur Beobachtung nach vorne, das mittlere Periskop ist mit einer Nachtsichtausrüstung ausgestattet. Die fernbedienbare Waffenstation befindet sich auf dem Dach des Saur 1, die mit einem Maschinengewehr bzw. Maschinenkanonen der Kaliber 7,61 mm, 12,7 mm, 20 mm oder 30 mm ausgestattet werden kann.
Das Fahrzeug erreichte bei Fahrten im Wasser maximal 10 km/h. Um möglicherweise eingedrungenes Wasser im Schwimmbetrieb aus dem Fahrzeug pumpen zu können, ist eine Lenzpumpe installiert. Der Antrieb im Wasser erfolgt durch zwei Mantelpropeller am Heck des Fahrzeuges.